# Ford Fusion
Ford Fusion — субкомпактвэн, выпускавшийся компанией Ford Motor Company и разработанный её европейским отделением. Выпускался в Германии, на заводе в городе Кёльн. 
В СНГ среди автомобилей Ford занимал второе место по количествам продаж, уступая лишь Ford Focus. Существовала модификация Ford Fusion Calero, не поставлявшаяся в СНГ, с неокрашенными в цвет кузова бамперами и боковыми накладками.

## Обзор
Построен на одной платформе с Ford Fiesta пятого поколения, однако Fusion значительно шире, длиннее и выше Fiesta. Дизайн кузова Fusion имеет весьма жёсткие линии подштамповок, а также короткие свесы и широко расставленные, почти квадратные фары. 
С функциональной точки зрения Ford Fusion имеет черты хетчбэка и универсала. Названием «Fusion» (т.е. синтез) маркетологи пытались подчеркнуть, что автомобиль «вобрал» в себе свойства хетчбэка гольф-класса и «паркетного» внедорожника. Производитель даже ввёл для этой модели термин UAV (от англ. Urban Activity Vehicle — активный городской автомобиль).

## Рестайлинг 2005 года
В 2005 году Ford Fusion претерпел рестайлинг, в ходе которого появились новые молдинги и бамперы, слегка выпуклые колёсные арки и новая конструкция головных фар. 
Двигатели стали доступны в версиях исключительно в 1,6 литра. Рестайлинговый Ford Fusion увеличил дорожный просвет со 140 до 160 мм, а для отделки салона стали использовать материалы софт-тач. Была полностью обновлена передняя панель вместе с панелью приборов. Стал доступен в качестве опции бортовой компьютер с голосовым управлением. 
- Внешний вид до рестайлинга
- Сзади
- Внешний вид после рестайлинга
- Сзади

Настройки работы двигателя и трансмиссии автомобиля постоянно корректируются для максимального соответствия условиям эксплуатации и стилю вождения водителя. Автомобиль выпускался в трёх видах комплектации — Core (базовая комплектация), Trend и Elegance.
Модель оснащалась тремя видами КПП, в зависимости от двигателя:
- 5-ступенчатая механическая КПП устанавливается на бензиновые двигатели 1.4 Duratec и 1.6 Duratec, и дизельные 1.4 TDCi и 1.6 TDCi;
- 5-ступенчатая роботизированная КПП устанавливается на бензиновые двигатели 1.4 Duratec и дизельные 1.4 TDCi и 1.6 TDCi;
- 4-ступенчатая автоматическая КПП устанавливается на бензиновые двигатели 1,6 л.

## Варианты двигателей
Бензиновые:
- 1,4-литровый Duratec мощностью 80 л. с.;
- 1,6-литровый Duratec мощностью 101 л. с.

Дизельные:
- 1,4-литровый Duratorq мощностью 68 л. с. (в СНГ не поставляется);
- 1,6-литровый Duratorq мощностью 90 л. с. (в СНГ не поставляется).

## Безопасность
| Euro NCAP                                          | Euro NCAP | Euro NCAP   | Euro NCAP |
| -------------------------------------------------- | --------- | ----------- | --------- |
| Рейтинги                                           | Пассажир  |             | 35        |
| Рейтинги                                           | Ребёнок   |             | 25        |
| Рейтинги                                           | Пешеход   | не известно | 12        |
| Протестированная модель: Ford Fusion 2, 1.4 (2003) |           |             |           |